# Apomorfina
L'apomorfina è un composto chimico di formula C17H17NO2 che in condizioni standard si presenta come un solido cristallino bianco-grigiastro inodore.

## Storia
È stata sintetizzata per la prima volta nel 1845 e utilizzata per la prima volta nel 1884. Il farmaco ha ottenuto l'approvazione della Food and Drug Administration il 20 aprile 2004.

## Caratteristiche strutturali e fisiche
Il composto è presente in due enantiomeri (L e R). L'apomorfina è un alcaloide appartenente alla famiglia delle aporfine e deriva da un idruro dell'aporfina. Quando viene sintetizzato in cloroformio più etere di petrolio forma placche esagonali, mentre se viene sintetizzato in etere forma delle bacchette. In soluzioni di acido diluito risulta levogiro.
Sublima in alto vuoto. Sottoforma di sale cloridrato, si decompone e diventa verde in caso di esposizione alla luce e all'aria. Se riscaldato fino a decomposizione (195 °C) forma fumi tossici contenenti ossidi di azoto.
Il composto risulta:
- solubile in alcol, acetone, cloroformio,[12] etanolo, etere etilico, alcali;[13]
- lievemente solubile in acqua, benzene, etere, etere di petrolio,[12] acido cloridrico.[13]

| N. di atomi pesanti                          | 20                                                                      |
| N. di donatori di legami a idrogeno          | 2                                                                       |
| N. di donatori di legami a idrogeno          | 3                                                                       |
| N. di elementi stereogenici atomici definiti | 1                                                                       |
| Massa monoisotopica                          | 267,125928785 u                                                         |
| Superficie polare                            | 43,7 Å²                                                                 |
| Sezione d'urto                               | 162,5 Å² [M+H]+ 141,26 Å² [M+K]+ 161,21 Å² [M+Na]+ 151,15 Å² [M+H-H2O]+ |
| Potere rotatorio                             | -88° a 24 °C                                                            |

## Sintesi
Sottoforma di cloridrato, viene sintetizzato riscaldando la morfina in un tubo chiuso con un grande eccesso di HCl per 2 o 3 ore a 140-150 °C, gli elementi di una mole di acqua vengono sottratti dalla morfina, provocando un cambiamento nella sua struttura molecolare. Dopo il raffreddamento, il cloridrato di apomorfina grezzo cristallizza, essendo meno solubile in HCl rispetto all'acqua.

## Reattività e caratteristiche chimiche
In soluzione acquosa risulta neutro. Sottoforma di cloruro, precipita a contatto con acido tannico e altri composti alcaloidi e si decompone in presenza di ossidanti. Il farmaco risulta instabile in soluzione e deve essere preparato poco prima dell'uso.
| pKa   | 8,92         |
| pKa1  | 8,92 a 15 °C |
| pKaH1 | 7,2 a 15 °C  |
| pKb   | 7            |

### Spettri analitici
- GC-MS[18]
- MS-MS[19]
- LC-MS[20]
- UV[11]

## Farmacologia e tossicologia

### Farmacocinetica
L'apomorfina ha un Tmax plasmatico di 10-20 minuti e un Tmax nel liquido cerebrospinale. Il Cmax e l'AUC dell'apomorfina variano significativamente tra i pazienti, con differenze riportate da 5 a 10 volte.
Il volume apparente di distribuzione dell'apomorfina somministrata per via sottocutanea è compreso tra 123 e 404 L, con una media di 218 L. Il volume apparente di distribuzione dell'apomorfina somministrata per via sublinguale è di 3630 L.
Si prevede che l'apomorfina sia legata al 99,9% all'albumina sierica umana, poiché nessuna apomorfina libera viene rilevata. L'apomorfina viene N-demetalizzata da CYP2B6, 2C8, 3A4 e 3A5. Può essere glucuronidato da diverse UGT, o solfato da SULT 1A1, 1A2, 1A3, 1E1 e 1B1.
Circa il 60% dell'apomorfina somministrata per via sublinguale viene eliminato come coniugato solfato, sebbene la struttura di questi coniugati solfato non sia prontamente disponibile. La restante parte di una dose di apomorfina viene eliminata come glucuronide di apomorfina e glucuronide di norapomorfina. Solo lo 0,3% dell'apomorfina somministrata per via sottocutanea viene recuperato come farmaco genitore invariato.
I dati riguardanti la via di eliminazione dell'apomorfina non sono attualmente disponibili. Uno studio condotto su ratti ha dimostrato che l'apomorfina viene eliminata principalmente attraverso l'urina.
L'emivita di eliminazione terminale di una dose sublinguale da 15 mg è di 1,7 ore, mentre l'emivita di eliminazione terminale di una dose endovenosa è di 50 minuti. La clearance di una dose sublinguale da 15 mg di apomorfina è di 1440 L/h, mentre la clearance di una dose endovenosa è di 223 L/h.

### Farmacodinamica
Il farmaco è un agonista dopaminergico che può stimolare regioni del cervello coinvolte nel controllo motorio. Ha una breve durata d'azione e un ampio indice terapeutico, poiché dosi elevate sono necessarie per una significativa tossicità.
L'apomorfina è un agonista non ergolinico della dopamina non con alta affinità di legame ai recettori della dopamina D2, D3 e D5. La stimolazione dei recettori D2 nel nucleo caudato-putamen, una regione del cervello responsabile del controllo locomotorio, potrebbe essere responsabile dell'azione dell'apomorfina.
Le proprietà antiparkinsoniane del farmaco sono correlate alla stimolazione diretta del recettore dopaminergico post-sinaptico a livello nigro-striatale, indipendentemente dalla sintesi od immagazzinamento pre-sinaptico di dopamina.

### Effetti del composto e usi clinici
Si tratta di un farmaco agonista non ergolinico del recettore della dopamina D2, indicato per il trattamento dell'ipomobilità associata alla malattia di Parkinson.  L'apomorfina è stata anche studiata come sedativo, trattamento per l'alcolismo e per altre patologie dei disturbi del movimento. L'EMA l'ha autorizzata anche per il trattamento della disfunzione erettile ed è stato utilizzato per il suo forte effetto emetico in casi di avvelenamento acuto. Viene utilizzato anche in medicina veterinaria.

### Controindicazioni ed effetti collaterali
Il composto è controindicato in caso di:
- ipersensibilità al composto,
- pazienti con depressione respiratoria e del sistema nervoso centrale,
- pazienti con ipersensibilità alla morfina e ai suoi derivati
- pazienti che hanno manifestato disturbi neuropsichici (confusione, allucinazioni visive, psicosi acute e croniche),
- pazienti in cui sono insorte severe discinesie od ipotonia dopo trattamento con levodopa,
- pazienti affetti da demenza di origine degenerativa e vascolare,
- pazienti con insufficienza epatica,
- gravidanza,
- allattamento,
- uso concomitante con ondansetron.

Il composto deve essere somministrato con cautela in pazienti con concomitanti malattie endocrine, renali, polmonari, cardiovascolari ed in quelli in cui è particolarmente frequente l’insorgenza di nausea e vomito. Dal momento che apomorfina, soprattutto a dosi elevate, può causare un potenziale pro lungamento dell’intervallo QT, si deve usare cautela nel trattamento di pazienti a rischio di aritmia da torsioni di punta.
I pazienti in terapia con apomorfina dovranno generalmente iniziare ad assumere domperidone almeno due giorni prima dell’inizio della terapia. La dose di domperidone deve essere titolata alla dose minima efficace e interrotta appena possibile. Prima di decidere di iniziare il trattamento con domperidone e apomorfina occorre valutare attentamente nel singolo paziente i fattori di rischio per un prolungamento dell’intervallo QT, per assicurare che il beneficio sia superiore al rischio.
Nel caso di contemporanea somministrazione di apomorfina e di farmaci antiparkinsoniani orali, particolare attenzione dovrà essere posta all’insorgenza di reazioni avverse inusuali od a segni di potenziamento degli effetti farmacologici dopaminergici. In tali casi si dovrà considerare una riduzione, da valutare nel singolo paziente, dei dosaggi di levodopa e/o dopamino-agonisti o la loro eventuale sospensione.
In alcuni pazienti trattati con apomorfina è stata riscontrata la sindrome della disregolazione dopaminergica (DDS), un disturbo additivo che porta ad uso eccessivo del prodotto. Tra gli effetti indesiderati del farmaco troviamo:
- disturbi psichiatrici,
- ipotensione ortostatica (raro),
- anemia emolitica,
- confusione,
- allucinazioni,
- discinesie farmaco-correlate.

### Tossicologia
I pazienti che sperimentano un sovradosaggio di apomorfina possono manifestare nausea, ipotensione e perdita di coscienza. In caso si sovradosaggio è necessario trattare i pazienti con misure sintomatiche e di supporto.

### Interazioni
Farmaci che interferiscono con i meccanismi centrali monoaminergici (es. reserpina, tetrabenazina, metoclopramide), i neurolettici (fenotiazine, tioxanteni, butirrofenoni), le amfetamine e la papaverina non dovrebbero essere somministrati contemporaneamente. Nel caso sia considerata essenziale la somministrazione di uno dei suddetti farmaci, estrema cura dovrà essere posta da parte del medico nel rilevare segni di potenziamento od antagonismo farmacologico, insorgenza di eventi avversi inusuali o possibili interazioni.